# Pseudoeurycea parva
Pseudoeurycea parva är en groddjursart som beskrevs av Lynch och David Burton Wake 1989. Pseudoeurycea parva ingår i släktet Pseudoeurycea och familjen lunglösa salamandrar. IUCN kategoriserar arten globalt som akut hotad. Inga underarter finns listade i Catalogue of Life.